# Werner Bethsold

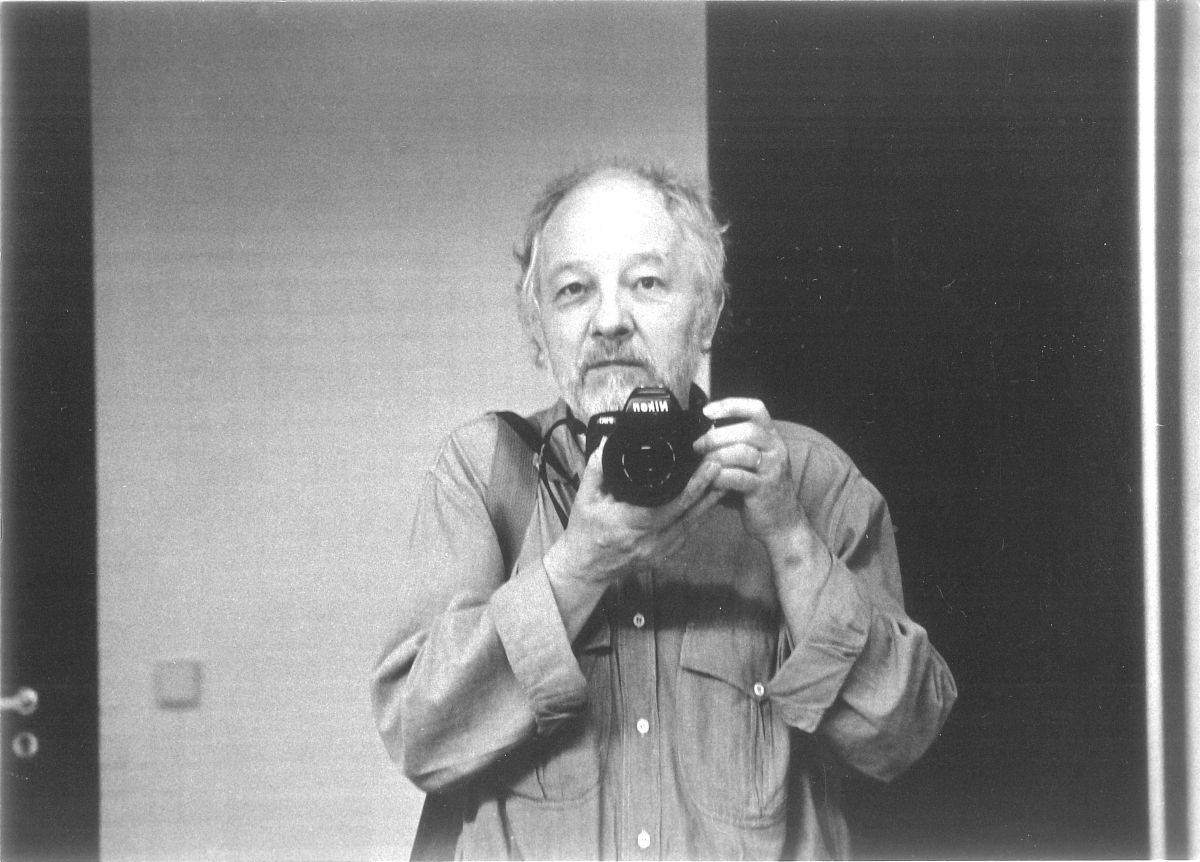
Selbstbildnis von Werner Bethsold

Werner Bethsold (* 11. Oktober 1925 in Berlin; † 26. Januar 2019 ebenda) war ein deutscher Fotograf.

## Leben und Werk
Noch während des Besuchs der Oberschule wurde Werner Bethsold 1942 wegen der Einberufung zum Reichsarbeitsdienst (RAD) das Abitur zuerkannt. Nach der RAD-Ausbildung in Kucherow (Pommern) und Einsätzen zur Beseitigung von Kriegsschäden in Mülheim an der Ruhr wurde er ab Herbst 1943 zur Wehrmacht in Auxerre, Frankreich rekrutiert und begann danach als Kriegsoffiziers-Bewerber im Fliegerhorst Schöngarten bei Breslau eine Flugzeugführerausbildung. Zum Kriegsende wurde er an der Westfront bei Euskirchen eingesetzt und kam in ein Kriegsgefangenen-Lager der US Army in Namur, Lüttich und Le Havre, wo er als Dolmetscher in Arbeitskompanien tätig war.
Im Herbst 1946 kehrte er nach Berlin in den Französischen Sektor zurück. Er besuchte ein Vorsemester für Architektur und war freier Mitarbeiter der Pädagogisch-Psychologischen Forschungsstelle, einer Einrichtung des Departement of Reeducation des Hochkommissariats der Vereinigten Staaten in Berlin. Dort wirkte er an der Entwicklung und Erprobung neuer Verfahren (unter anderen des Multiple-choice-Systems) der Intelligenz- und Persönlichkeitsforschung mit. Er verfolgte ein Studium der Graphologie bei praktizierenden Schriftgutachtern sowie beim Zentralinstitut für Schriftpsychologie, an dem er 1950 die Berufsprüfung ablegte und durch den Magistrat von Groß-Berlin zum behördlich anerkannten Graphologen des Berufsverband Deutscher Psychologinnen und Psychologen wurde. Er war als Gutachter unter anderem für den Luchterhand-Verlag tätig und arbeitete in Gremien wie der Landesbildstelle mit – beispielsweise Zur Psychologie des Schulfunks.
Gemeinsam mit einem homöopathischen Arzt und Irisdiagnostiker gründete er 1955 eine Arbeitsstelle für Psychosomatik und betreute ab 1959 in der Telefonseelsorge Suizidgefährdete. Von Herbst 1963 bis März 1964 war er Interimsleiter des Jugendwohnheims der Inneren Mission Wichernheim in Berlin-Moabit.
Danach brach er aus weltanschaulichen Gründen alle bisherigen psychologischen Tätigkeiten ab, entwarf Drehbücher für Fernseh-Serien für das geplante Zweite Deutsche Fernsehen, dem sogenannten Adenauer-Fernsehen, verdiente sein Geld als Nachtwächter und als Hilfsarbeiter in einer Firma für Organisationsmittel, sowie von 1966 bis 1972 als Rotaprint-Fachmann für die Meierei C. Bolle. Durch den Fotografen Arno Fischer bekräftigt, intensivierte Bethsold sein in den 1960er Jahren begonnenes Wirken als Freier Fotograf und Bildjournalist u. a. für die Neue Zeitschrift für Musik, Hörzu, RIAS, Deutsche Oper, die Berliner Stadtmagazine Zitty und tip. Bethsolds Arbeitsspektrum reichte von grafischen Arbeiten für Künstler-Prospekte, über Schallplatten-Cover bis hin zur Bildberichterstattung von Festivals und Operninszenierungen für die deutsche und Schweizer Presse.
Von 1979 bis Mitte der 1990er Jahre beschäftigte sich Werner Bethsold mit der Gattung Hörspiel. Da er grundsätzlich auf Blitzlicht verzichtete, mit dem gegebenen Lichtverhältnissen im Studio arbeitete und dezent vorging, hatte er bei einigen Regisseuren und Schauspielern die seltene Erlaubnis erlangt, auch während der Aufzeichnung im Aufnahmeraum bleiben zu dürfen. Seine Fotos zeigen nicht nur Darsteller, sondern auch Regisseure, Techniker, Autoren und Musiker in vielfältigen Situationen der Hörspielproduktion, niemals posierend oder für die Kamera arrangiert. Seine Schwarz-Weiß-Porträts machen daher die Konzentration und innere Spannung der Hörspielarbeit besonders anschaulich. Seine zahlreichen Fotos aus den Hörspielstudios von RIAS, Sender Freies Berlin und auf Anraten und Vermittlung der Schauspielerin Inge Keller bereits ab 1986 des Funkhauses Nalepastraße dokumentieren eine ganze Periode der deutsch-deutschen Hörspielgeschichte und gingen in viele Hörspiel- und Featurebroschüren des öffentlich-rechtlichen Hörfunks ein.

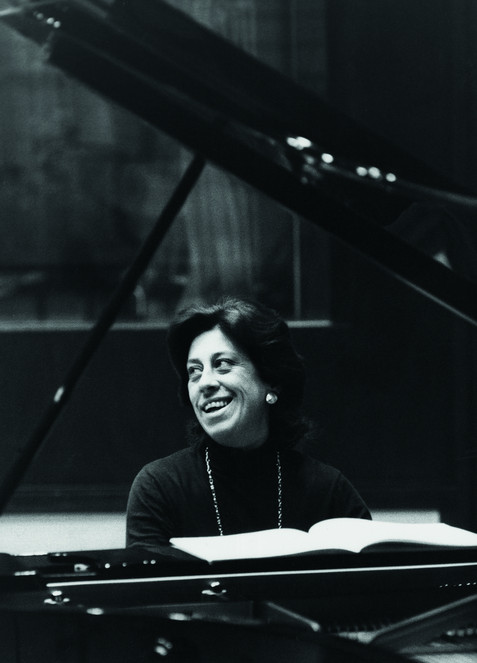
Dinorah Varsi

In Ronald Steckels Kunstkopf-Hörspiel-Produktion Das Allergewöhnlichste war mir immer das Allerzweifelhafteste (SFB 1982) ist Werner Bethsold neben Ulrich Gerhardt, Fritz Mikesch und Ursula Weck als Mitwirkender zu hören. In einer Publikation verschränkte er den Text des Originalmanuskripts von Ronald Steckel mit seinen aus dem Inszenierungsprozess hervorgegangenen Fotos zur Hörspiel-Koproduktion BR/RIAS Berlin Die Akademie (Regie: Ulrich Gerhardt), welche in den RIAS-Studios und bei Außenaufnahmen in Pilgramsreuth (Rehau)/Oberfranken entstanden war und am 23. September 1979 urgesendet wurde. Der SWF-Hörspielchef Hermann Naber lud Bethsold 1995 ein, die aufwändige SWF/MDR-Koproduktion von Jostein Gaarders Sofies Welt zu dokumentieren.
Ein Teil seines Werks (1700 Fotos, 6000 Negative) – vorrangig die Fotos von Hörspielinszenierungen – ist vom Archiv der Akademie der Künste Berlin übernommen worden. Dort und in Werner Bethsolds Privatarchiv finden sich zahlreiche Porträt-Aufnahmen von Autoren, bildenden Künstlern, Dirigenten, Komponisten, Musikern, Politikern, Regisseuren und Schauspielern, darunter Louis Armstrong, Jurek Becker, Cathy Berberian, Luciano Berio, Elisabeth Bergner, Boris Blacher, Christian Brückner, John Cage, Ray Conniff, Miles Davis, Marion Gräfin Dönhoff, Angelica Domröse, Peter Fitz, Ella Fitzgerald, Max Frisch, Erwin Geschonneck, Elke Heidenreich, Wolf Kaiser, Manfred Krug, Reiner Kunze, LaSalle String Quartet, Jutta Lampe, Hermann Lause, Stanisław Lem, Friedrich Luft, Lorin Maazel, Neville Marriner, Yehudi Menuhin, Brigitte Mira, Anne Moody, Branko Samarovski, Armin Mueller-Stahl, Sławomir Mrożek, Götz Naleppa, Wolfgang Neuss, Otto Sander, Hanning Schröder, Giuseppe Sinopoli, Georg Solti, George Tabori, Peter Ustinov, Dinorah Varsi, Gerd Wameling, Richard von Weizsäcker, Ulrich Wildgruber, Israel Yinon.
Im Rahmen der sogenannten Stadterneuerung in den 1960er und 1970er Jahren zeigte Werner Bethsold etwas von der vergangenen Schönheit sowie der Enge seiner Geburtsstadt. Unter dem Titel Vorbeigegefahren entstanden bis zur Jahrtausendwende aus fahrenden Verkehrsmitteln und dem selbstgesteuerten Auto Bilder von Stadtlandschaften und Begegnetem an und auf der Straße. Die von Birgit Hogrefe entworfene und 2004 emittierte Briefmarke zum 100. Geburtstag des deutschen Komponisten Reinhard Schwarz-Schilling verwendet ein Porträtfoto von Werner Bethsold.
Werner Bethsold – seit 1986 Werner Bethsold-Wöhrle – war Vater von vier Kindern und lebte mit seiner dritten Ehefrau Katharina Wöhrle in Berlin-Hermsdorf.

## Bilder

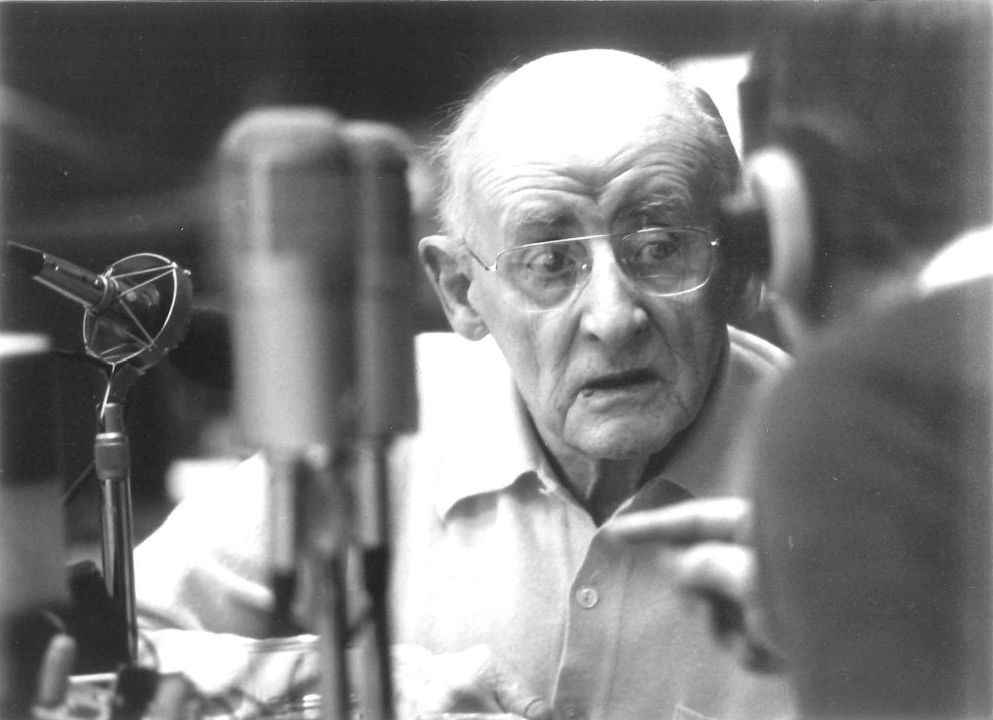
Axel Eggebrecht
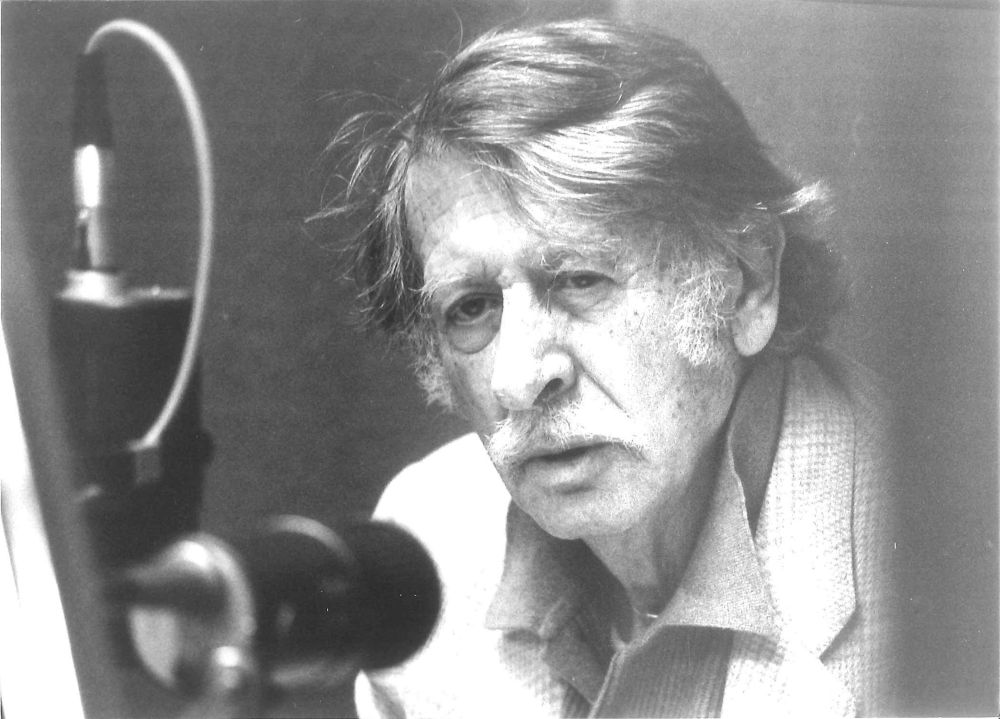
George Tabori in einer Aufnahme Bethsolds (1980er Jahre)
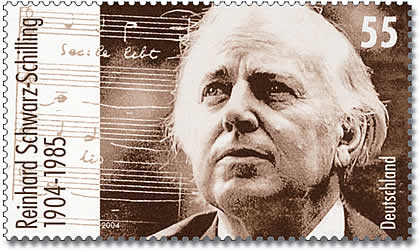
Briefmarkenausgabe anlässlich des 100. Geburtstages von Reinhard Schwarz-Schilling (Briefmarken-Jahrgang 2004 der Bundesrepublik Deutschland)
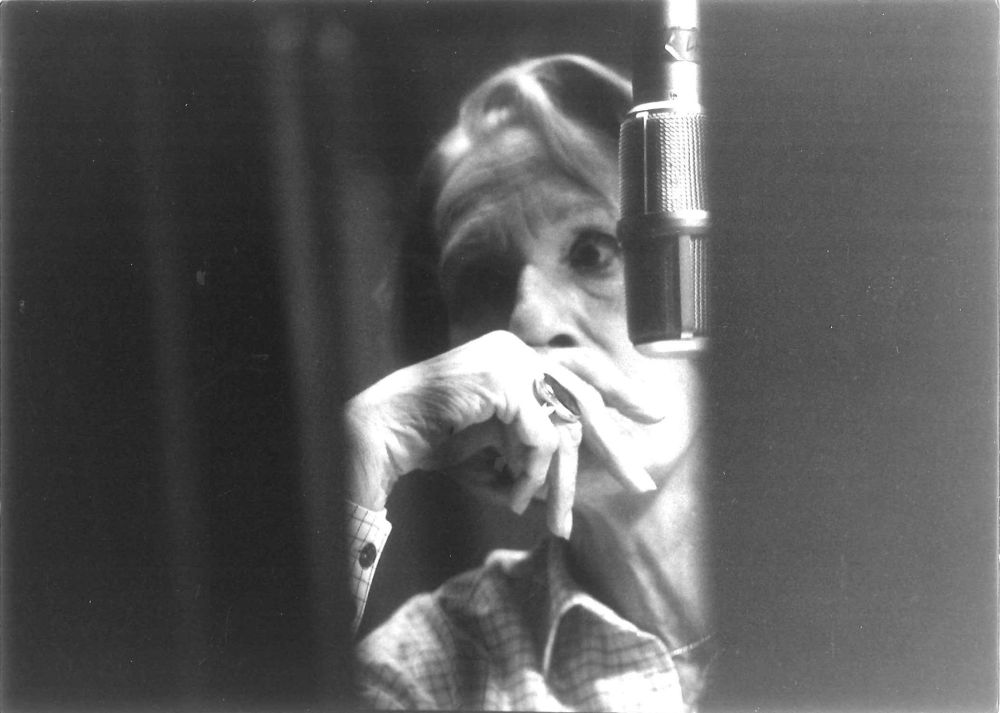
Inge Keller im Hörspielstudio
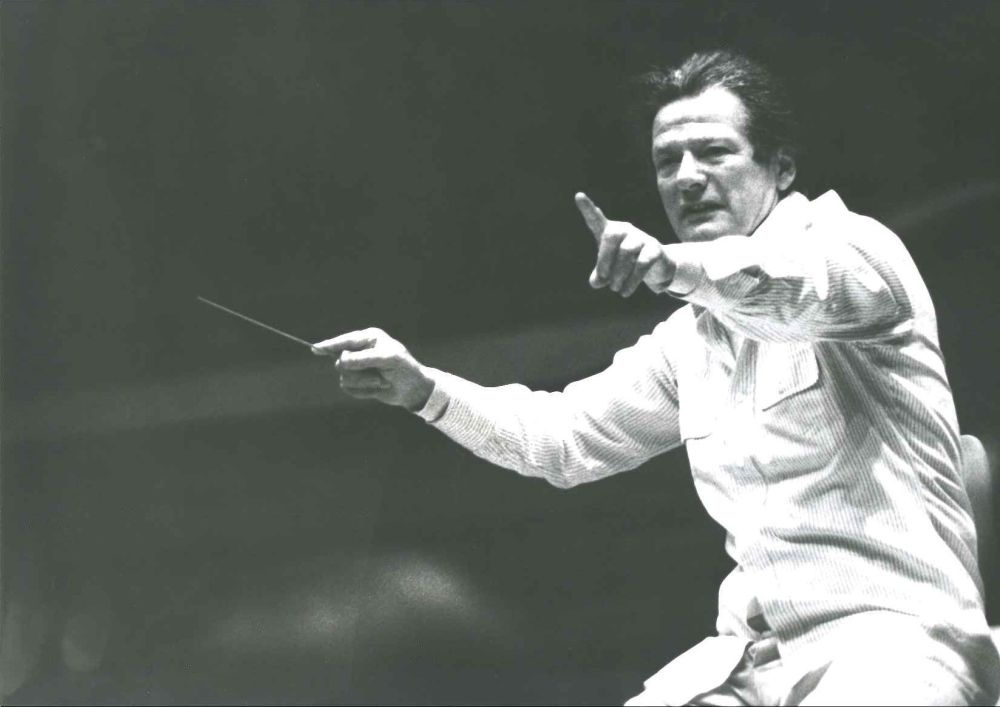
Der Dirigent Neville Marriner

## Publikationen (Auswahl)
- 10 Jahre Berliner Künstlerprogramm. Deutscher Akademischer Austauschdienst (DAAD), Bonn-Bad Godesberg 1975.
- Schöneberg – eine Gegend in Berlin. Fotos, Text: Werner Bethsold, Berlin 1977.
- Gesichter von Stimmen: Hörspielphotographien 1980–1991. Werner Bethsold, Berlin 1995
- Die Akademie. Hörspiel von Ronald Steckel, Regie: Ulrich Gerhardt, Vollständiges Manuskript mit Fotografien des Inszenierungs-Prozesses, BR/RIAS 1979, Veröffentlichung der 11. Woche des Hörspiels, 28 Szenenfotos von Werner Bethsold. Berlin 1997.

## Zitat
„Auf den üblichen Hörspielfotos sieht man gewöhnlich zwei oder mehr Schauspielerinnen oder Schauspieler vor dem Mikrophon, vom Fotografen dort hingestellt und aufgefordert, ins Objektiv zu schauen oder so zu tun, als seien sie beschäftigt. Den Rest besorgt dann das Blitzlicht, das nicht mehr übrig läßt als die Oberflächlichkeit von Gesichtern oder gar deren Entstellung.“